# Bonito (kommun i Brasilien, Bahia)
Bonito är en kommun i Brasilien.   Den ligger i delstaten Bahia, i den östra delen av landet, 800 km nordost om huvudstaden Brasília. Antalet invånare är 14 851. Arean är 641 kvadratkilometer.
Terrängen i Bonito är kuperad söderut, men norrut är den platt.
Omgivningarna runt Bonito är huvudsakligen savann. Runt Bonito är det glesbefolkat, med 13 invånare per kvadratkilometer.